# Sint-Pancratiuskerk (Sassenheim)
De Sint-Pancratiuskerk is een rooms-katholieke kerk aan de Hoofdstraat 186 in Sassenheim.
De oude Dorpskerk in Sassenheim was oorspronkelijk ook aan de heilige Pancratius gewijd, maar deze kerk ging tijdens de reformatie over naar de protestanten. In 1870 werd op de huidige plaats een nieuwe kerk gebouwd, naar een ontwerp van Herman Jan van den Brink, maar deze kerk bleek al na enkele decennia te klein te zijn.
Architect Jos Tonnaer uit Delft ontwierp de huidige kerk, die in twee fases werd gebouwd. In 1913 werd het transept en priesterkoor tegen het schip van de oude kerk aan gebouwd. Het schip en de toren van de kerk van Van den Brink bleven zo nog enkele jaren staan. Pas in 1928 werd de oude kerk afgebroken en werden het nieuwe grotere schip en de toren gebouwd. Het is een driebeukige neogotische kruiskerk, met een hoge klokkentoren met naaldspits aan de rechterzijde van de entree. Aan de linkerzijde staat een kleine traptoren met een tentdak.
Het hoofdaltaar werd in 1874 gebouwd door de firma Leenardts uit Roermond. De zeven glas-in-loodramen in de apsis werden in 1964 geplaatst en zijn ontworpen door Pieter Geraerts uit Warmond. Andere ramen in de kerk werden in 1919 gemaakt door de firma Nicolas & Zoon uit Roermond. Twee schilderijen van Willibrordus en Bonifatius werden in 1704 gemaakt door I.B. Gillessens. Voor het hoofdaltaar ligt een mozaïekvloer uit 1922.
De Sint-Pancratiuskerk wordt tot op heden gebruikt door de parochie "H.H. Pancratius en Matthias". Het kerkgebouw is een gemeentelijk monument.

## Bron
- Website parochie